# Sociologie de l'art
 (février 2019).

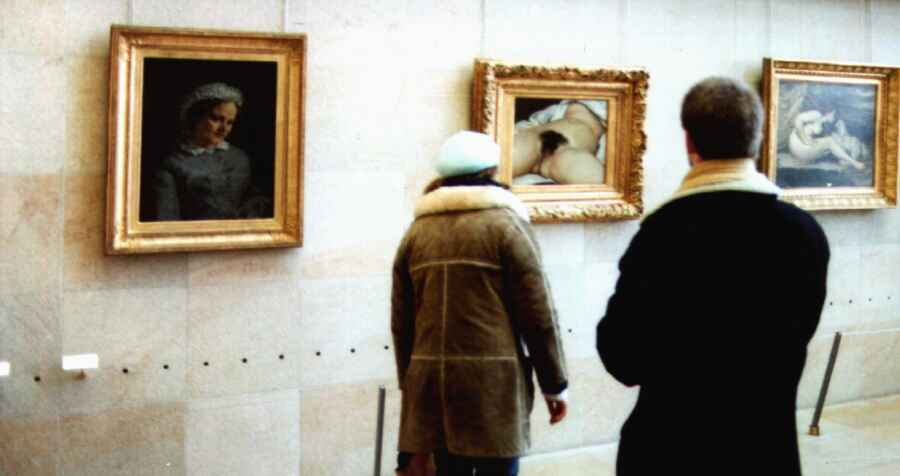
Des visiteurs au musée d'Orsay (Paris).

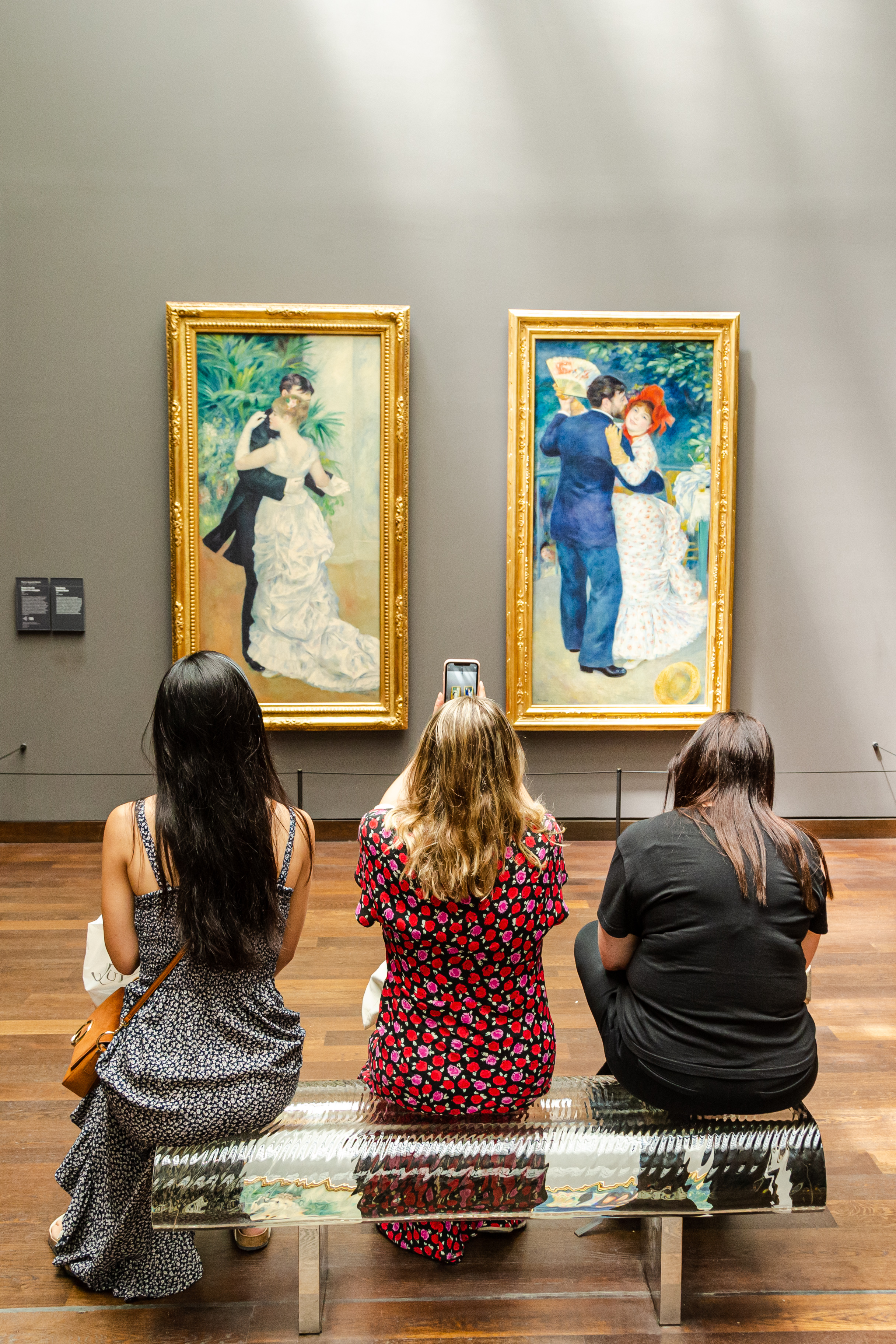
Les banquettes dans les musées encouragent les visiteurs à se poser pour prendre leur temps pour observer les œuvres.

La sociologie de l'art est une des branches de la sociologie qui présente deux approches : 
- d'une part, elle étudie les arts ordinaires en tant qu'activités ou langages ayant une dimension esthétique dans la vie sociale (costumes, décoration, architecture, cuisine, édition, musiques, publicités, etc.) ;
- d'autre part, elle étudie l'activité et le monde spécifiques des artistes (milieu des artistes, instances de sélection et de promotion, réception des œuvres d'art ou des mouvements artistiques, diffusion, consommation, etc.).

La première sociologie, qui étudie l'art comme dimension de la vie sociale commune à tous les milieux sociaux, est actuellement délaissée par les sociologues au profit des ethnologues, des archéologues et des historiens de l'art.
La seconde devrait s'appeler « sociologie des artistes et des milieux artistiques ».
La limitation de la vie artistique à la consommation de services et produits culturels étatiques ou marchands, comprenant aussi l'emballage et la publicité, tend à faire converger les deux domaines d'étude vers un marketing du secteur culturel.

## Sociologie de la réception artistique
Cette branche de la sociologie étudie notamment la réception des œuvres d'art visuel en situation de visite muséale. Elle met en évidence combien la distance entre le visiteur et l'œuvre, le temps passé devant une œuvre,, et l'importance des interactions avec les autres visiteurs, ont un impact sur cette réception.

Les mutations anthropologiques induites par la révolution numérique (zapping, multitasking) et le consumérisme culturel sont deux facteurs qui expliquent la baisse du temps d'observation moyen devant une œuvre (statistiques qui font état, dans de nombreux musées, d'un temps moyen de moins de 30 secondes,, voire de 8 s pour les tableaux de la Tate Gallery), traduisant la crise de la sensibilité aux œuvres d'art,.

## Citation
« L'individuel opposé au collectif, le sujet au social, l'intériorité à l'extériorité, l'inné à l'acquis, le don naturel aux apprentissages culturels : le domaine de l'art est par excellence celui où s'affirment les valeurs contre lesquelles s'est constituée la sociologie. »

— Nathalie Heinich, 2001

#### Sociologie des arts
- William Morris, Unto this last
- Charles Lalo, L'Art et la vie sociale, Paris, Doin, 1927
- Pierre Francastel
  - Art et sociologie, 1948,
  - Peinture et sociétés, 1952, Gallimard
  - Arts et techniques au XXe siècle, Paris, Minuit
  - L'Espace figuratif, Gonthier,
- Georg Lukacs, Signification présente du réalisme critique, Gallimard, 1960
- Erwin Panofsky, La Perspective comme forme symbolique, 1927 ; rééd. 1975
- Jean Duvignaud
  - Sociologie de l'art, PUF, 1972
  - Fêtes et civilisations, Webber, 1973
  - Le Prix des choses sans prix, Arles, Actes Sud, 2001
  - La Ruse de vivre. État des lieux, 2006,
- Niklas Luhmann, Die Kunst der Gesellschaft, 1995, Frankfurt: Suhrkamp (Art as a Social System, 2000, traduction de Eva Knodt, Stanford University Press)
- Luc Boltanski, Ève Chiapello,
  - Le Management culturel face à la crise artistique, 1998,
  - Le nouvel esprit du capitalisme, (chapitre sur l'attitude artiste),
- Anne-Marie Green, De la Musique en sociologie, L'Harmattan, 2006
- Revue Terrains
- André Ducret, L'art dans l'espace public. Une analyse sociologique, Genève/Zurich, Éditions Seismo, Sciences sociales et problèmes de société, 1994  (ISBN 978-2-88351-003-6)
- André Ducret, A quoi servent les artistes ?, Genève/Zurich, Éditions Seismo, Sciences sociales et problèmes de société, 2012  (ISBN 978-2-88351-050-0)
- Pierre-Ulysse Barranque et Sébastien Miravète, « Lukacs, Rousseau, Banksy et les fondements de l'art social », in revue Gruppen n°5, GRUPPEN éditions, juin 2012.

#### Sociologie des milieux artistiques
- Raymonde Moulin :
  - Le Marché de la peinture en France, éd. Minuit 1967
  - Sociologie de l'art (dir.), actes du colloque de 1985. éd. la documentation française, 1986 ; rééd. L'Harmattan, 2000
  - L'Artiste, l'institution et le marché, éd. Flammarion, 1992
  - Le Marché de l'art. Mondialisation et nouvelles technologies, 2000
- Pierre Bourdieu :
  - La Distinction : Critique sociale du jugement, Minuit, 1979
  - Les Règles de l'art. Genèse et structure du champ littéraire, Seuil, 1992
  - Gustave Flaubert, l'invention de la vie d'artiste, ADLRSS
  - L'Amour de l'art. Les musées et leur public, Minuit, 1966, 1969, avec Alain Darbel, Dominique Schnapper
- Alain Quemin :
  - L'Art contemporain international. Entre les institutions et le marché, Éditions Jacqueline Chambon/Artprice, 2002
  -  Les Stars de l'art contemporain. Notoriété et consécration artistiques dans les arts visuels, Éditions du CNRS, 2013
- Howard Becker, Les Mondes de l'art [=Art worlds], 1982
- Mario d'Angelo, La Musique à la Belle Époque. Autour du foyer artistique de Gustave Fayet (Paris, Béziers, Fontfroide 1898-1914), MAGFF, 2010
- Pierre François, Le Monde de la musique ancienne. Sociologie économique d'une innovation artistique, Economica, 2005
- Nathalie Heinich :
  - La Gloire de Van Gogh. Essai d'anthropologie de l'admiration, Paris, Minuit, 1991
  - Du peintre à l'artiste. Artisans et académiciens à l'âge classique, Paris, Minuit, 1993
  - Être artiste. Les transformations du statut des peintres et des sculpteurs, Paris, Klincksieck, 1995
  - Le Triple jeu de l'art contemporain, Paris, Minuit, 1998
  - L'Épreuve de la grandeur. Prix littéraires et reconnaissance, Paris, La Découverte, 1999
  - Être écrivain. Création et identité, Paris, La Découverte, 2000
  - L'Élite artiste. Excellence et singularité en régime démocratique, Paris, Gallimard, 2005
  - Faire voir. L'art à l'épreuve de ses médiations, Paris, Les Impressions nouvelles, 2007
  - La Sociologie de l'art, Paris, La Découverte, collection Repères, 2002
- Antoine Hennion, La Passion musicale. Une sociologie de la médiation, 1993
- Jean-Marc Leveratto, La Mesure de l’art. Sociologie de la qualité artistique, 2000
- Arnold Hauser, Histoire sociale de l'art et de la littérature (Sozialgeschichte der Kunst und Literatur), 1953